# Amauromyza bifida
Amauromyza bifida är en tvåvingeart som beskrevs av Mitsuhiro Sasakawa och Fan 1985. Amauromyza bifida ingår i släktet Amauromyza och familjen minerarflugor. Inga underarter finns listade i Catalogue of Life.